# Ыру (волость)
Ыру (эст. Õru vald) — бывшая волость в Эстонии в составе уезда Валгамаа.

## Положение
Площадь волости — 104,6 км², численность населения на 1 января 2006 года составляла всего 556 человек.
Административный центр волости — посёлок Ыру. Помимо него, на территории волости находится ещё 8 деревень: Килинге, Кивикюла, Лота, Мустуметса, Приипалу, Уникюла, Ылату, Ырусте.